# Kadokawa Future Publishing
Kadokawa Future Publishing (яп. 株式会社KADOKAWAフューチャー パブリッシング Кабусики-гайся Кадокава Фюча Пабурисингу) — издательское подразделение Kadokawa Corporation, публикующее мангу, новеллы, ранобэ, журналы, настольные ролевые игры и другие виды продукции совместно с восемью различными издательскими брендами, которые ранее объединились с ней. Ранее компания была первой итерацией Kadokawa Corporation и являлась материнской компанией Kadokawa Group, которая объединяла несколько дочерних компаний, связанных с Kadokawa Shoten. В феврале 2019 года «Kadokawa Dwango» объявила о реструктуризации. 1 июля 2019 года Kadokawa Corporation была реорганизована; в ней остался издательский бизнес, и компания была переименована в Kadokawa Future Publishing. Сама Kadokawa Dwango стала второй итерацией Kadokawa Corporation. 1 декабря 2023 года компания была переименована в Kadokawa Key-Process.

## История
Компания была основана 2 апреля 1954 года под названием Kadokawa Shoten. 1 апреля 2003 года она была переименована в Kadokawa Holdings, при этом существующие издательские предприятия были переданы Kadokawa Shoten Publishing. 1 июля 2006 года компания в очередной раз была переименована в Kadokawa Group Holdings. В январе 2007 года компания унаследовала бизнес по управлению и интеграции в Kadokawa Shoten Publishing. Журнальный бизнес был передан Kadokawa Magazine Group. 22 июня 2013 года компания была переименована в Kadokawa Corporation.
1 октября 2013 года девять компаний Kadokawa Group (ASCII Media Works, Chukei Publishing, Enterbrain, Fujimi Shobo, Kadokawa Gakugei Publishing, Kadokawa Production, Kadokawa Magazines, Kadokawa Shoten и Media Factory) были объединены в Kadokawa Corporation. Восемь из них теперь работают как брендовые компании. Kadokawa Production была расформирована и включена в General IP Business Headquarters. 30 декабря 2013 года Kadokawa объявила о том, что компания приобрела 100 % издательства Choubunsha.
14 мая 2014 года было объявлено, что Kadokawa Corporation и Dwango, владелец Nico Nico Douga, объединятся 1 октября 2014 года и образуют новую холдинговую компанию Kadokawa Dwango. Kadokawa и Dwango стали дочерними предприятиями новой компании. В феврале 2019 года Kadokawa Dwango объявила, что Dwango в результате реорганизации компании станет прямым дочерним предприятием Kadokawa Corporation.
1 июля 2019 года Kadokawa Corporation была реорганизована; издательский бизнес остался, а компания была переименована в Kadokawa Future Publishing. Сама Kadokawa Dwango стала второй итерацией Kadokawa Corporation.
25 января 2024 года Kadokawa объявила, что приобретет контрольный пакет акций Vega у Média-Participations.

### Брендовые компании (подразделения)
- ASCII Media Works
- Chukei Publishing
- Enterbrain
- Fujimi Shobo
- Kadokawa Gakugei Publishing
- Kadokawa Magazines
- Kadokawa Shoten
- Media Factory

### Дочерние компании
- Building Book Center
- Kadokawa Key-Process